# Американська федерація праці — Конгрес виробничих профспілок
Америка́нська федера́ція пра́ці — Конгре́с виробни́чих профспіло́к (АФП — КВП) — основне профспілкове об'єднання США, що представляє близько 20 % робітників.

## Історія
Створене 1955 внаслідок об'єднання АФП з КВП.
АФП, заснована 1881 С. Гомперсом як організація верхівки кваліфікованих робітників, будувалась за цеховим принципом.
АФП зайняла опортуністичні позиції, обстоювала ідеї класового співробітництва і непорушності капіталізму. Вона стримувала страйковий рух і, забороняючи неграм вступ до своїх організацій, культивувала ідеологію расизму і шовінізму.
КВП утворився 1935 (до 1938 — Комітет виробничих профспілок) з лівих профорганізацій, які вийшли з АФП через незгоди в питаннях про принцип побудови профспілок. Однак лідери КВП (Люїс, Меррей) повели лінію на розкол робітнич. руху, добилися виходу КВП з Всесвітньої Федерації профспілок (1949).
Після об'єднання АФП і КВП зберегли свою попередню структуру, утворивши єдиний керівний орган.
Лідери АФП —КВП (Дж. Міні, І. Рейтер) продовжують стояти на позиціях угодництва з буржуазією.
АФП—КВП налічує 16.2 млн чоловік (1956).